# Lutjanus monostigma
Espèce
La perche à tache noire (Lutjanus monostigma) est une espèce de poissons marins appartenant à la famille des Lutjanidae.

## Description

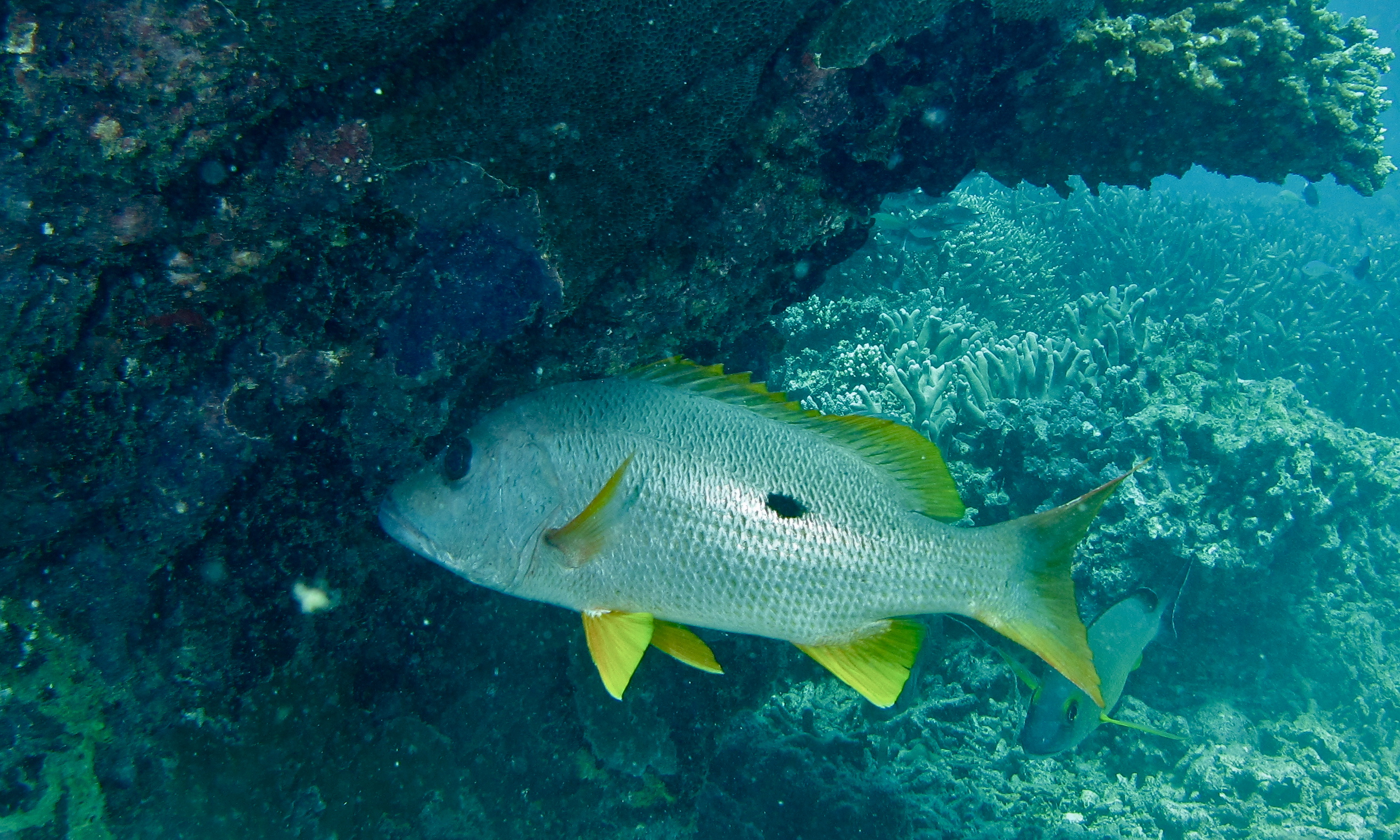
Perche à tache noire (Sabah, Malaisie)